# Modena (equipe)
Modena Team (também conhecida por Lambo, Lambo-Modena ou simplesmente Modena) foi uma equipe italiana de Fórmula 1 que disputou apenas um campeonato mundial, em 1991. Sua sede ficava em Módena.
Não conseguiu conquistar pontos, tendo como melhor resultado o 7° lugar no GP dos Estados Unidos, o primeiro disputado pela escuderia. Foi equipada com motores V12 da Lamborghini, e seus pilotos foram Nicola Larini e Eric van de Poele; já os pilotos de teste foram Mauro Baldi e Marco Apicella.

## Antecendentes
Em 1990, o empresário mexicano Fernando González Luna planejava entrar na Fórmula 1 com uma escuderia chamada GLAS (González Luna y ASociados), convencendo a Lamborghini a colaborar com o projeto. Coube ao engenheiro Mauro Forghieri projetar um carro e instalar um motor de 12 cilindros, usado desde 1989.
González investiria 20 milhões de dólares na equipe, mas foi preso por tráfico de drogas na véspera da apresentação do time, causando fuga de patrocínios. Com carro e motor prontos, a Lamborghini assumiu o controle da escuderia, tendo Carlo Patrucco como chefe. Para não associar seu nome à equipe, batizou-a como Modena Team SpA. Mauro Baldi testou o carro no mesmo ano, ainda na fase como GLAS, em sua última experiência com um monoposto da categoria.

## Desempenho na temporada
Tendo como pilotos Nicola Larini e o belga Eric van de Poele, a Modena teve que disputar a pré-classificação pelo fato de ser uma equipe estreante na Fórmula 1. Larini classificou seu carro em 17º lugar no GP dos Estados Unidos, ao contrário de Van de Poele, que ficou de fora do grid, terminando a corrida em sétimo lugar, a 3 voltas do vencedor Ayrton Senna.
A equipe esteve próxima de pontuar no GP de San Marino, quando Van de Poele estava na quinta posição até um erro de cálculo no consumo de combustível fazer com que o belga abandonasse, faltando apenas 4 voltas para o final da prova. Ele ainda terminou em 9º por ter completado mais de 90% das voltas. O desempenho da equipe não melhorou muito, ficando sem pré-classificar 4 vezes consecutivas. Larini ainda conseguiu classificar seu carro para mais 4 corridas, sem destaque em nenhuma delas.

## Encerramento das atividades
Forghieri e Patucco pensavam em manter a escuderia para 1992, mas a Lamborghini recusou em seguir no projeto, inviabilizando a busca por novos patrocinadores..

## Galeria de imagens

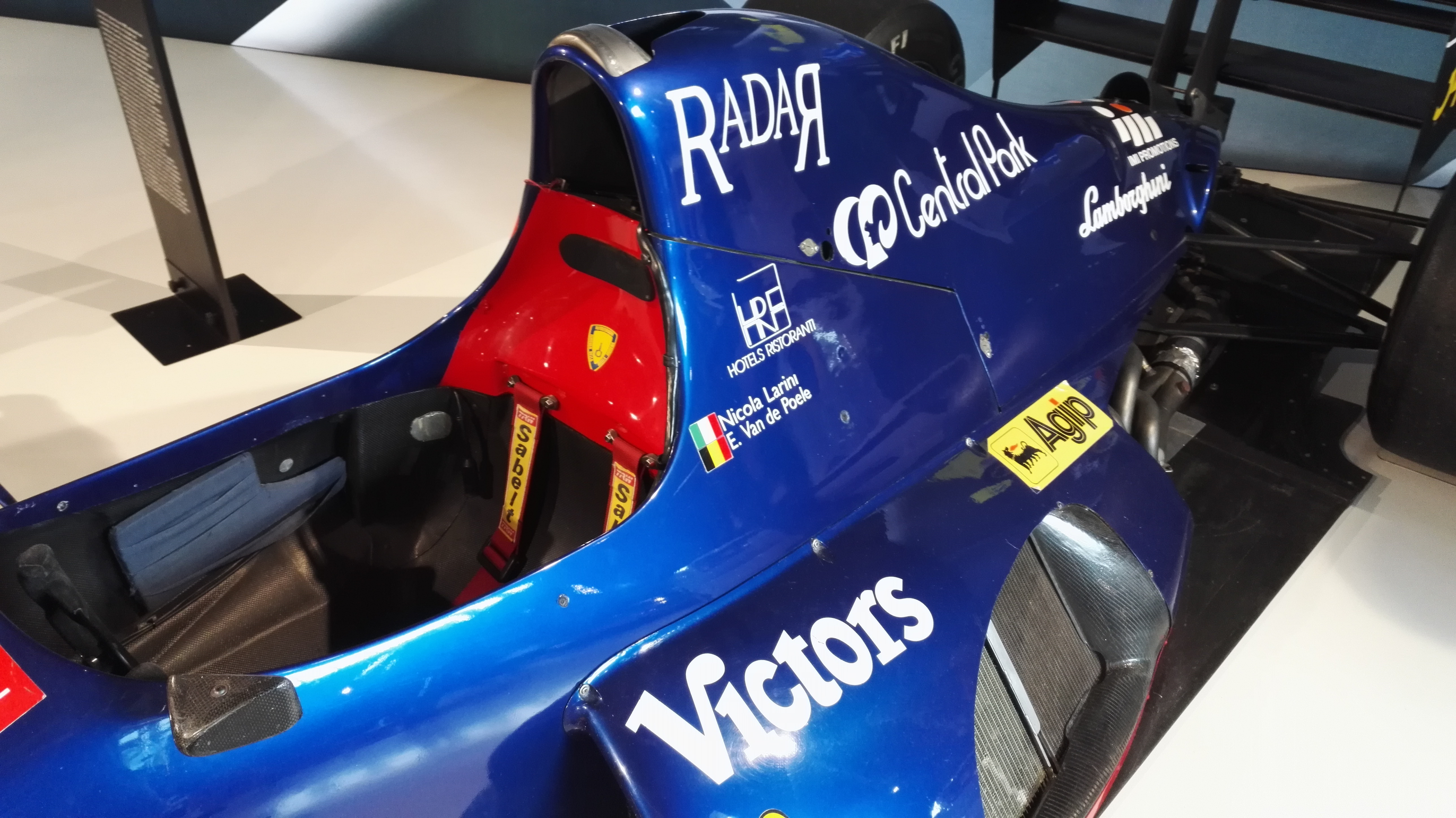
Parte esquerda do carro.
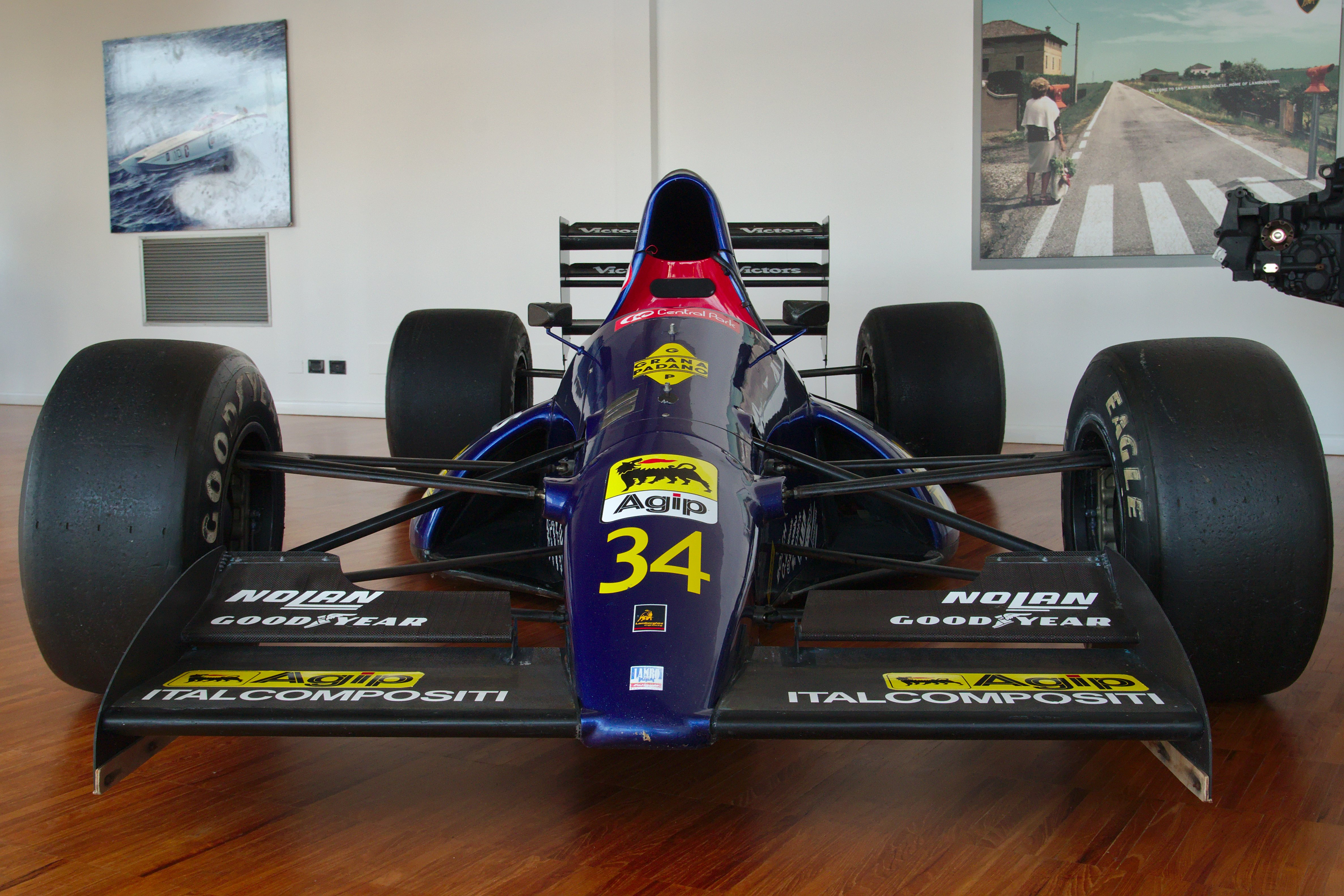
O Lambo 291 no Museu da Lamborghini.
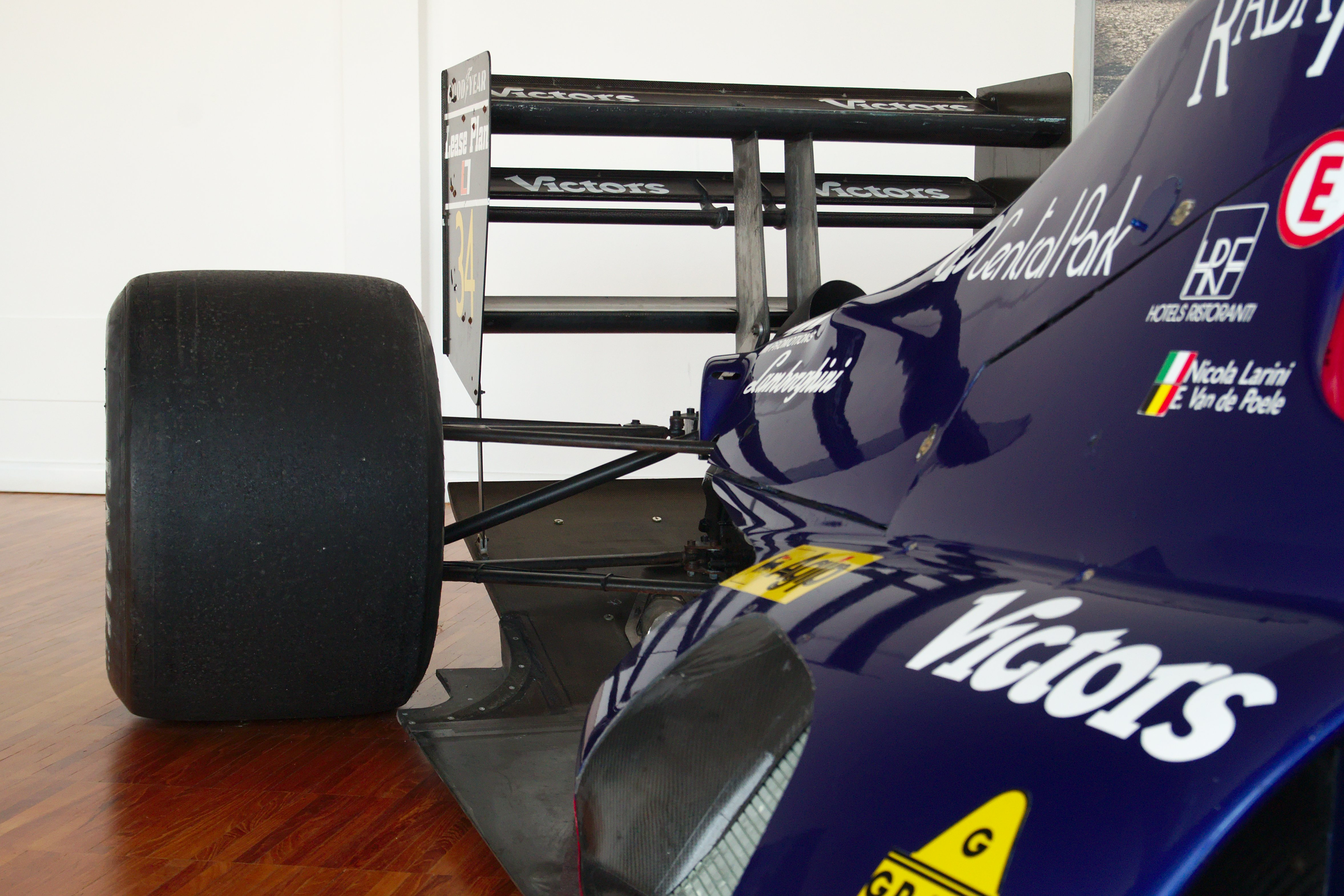
Parte direita do carro.